# Zlatko Klarić (šahist)
Zlatko Klarić (Borovo Naselje, 24. listopada 1956.), hrvatski je šahist, velemajstor.
Po statistikama FIDE sa službenih internetskih stranica od 12. travnja 2012., 1.293. je igrač na ljestvici aktivnih šahista u Europi a 1.638. na svijetu. Na hrvatskoj je nacionalnoj ljestvici od 1. siječnja 2013. godine četrdeset i osmi po rezultatima, s 2.366 bodova.
Naslov međunarodnog majstora stekao je 1980. godine a 1983. godine stekao je velemajstorski naslov.
Sa zagrebačkim ŠK Silentom osvojio je naslov europskih prvaka na 20. europskom klupskom šahovskom prvenstvu za gluhe.
Klarićeve važnije pobjede na turnirima su u Monte Carlu i Montpellieru 1977., Vinkovcima 1978., Londonu 1979., Linzu 1980., Temišvaru i Caorle 1982., Thessaloniki Openu 1984., Angoulemeu 1986., Puli 1987., Montpellieru 1988. i Geneva Openu 1989. godine.
Zajedno s velemajstorom Draženom Marovićem urednikom je knjige Garija Kasparova Moje partije, (Zagreb, 1983.).

## Vanjske poveznice
- Hrvatski šahovski savez  Arhivirana inačica izvorne stranice od 11. travnja 2012. (Wayback Machine) Nacionalna rejting lista od 1. ožujka 2012.
- (engl.) Klaric, Zlatko: FIDE Chess Profile
- (engl.) Chessgames Zlatko Klarić
- (engl.) Grandmaster Games Database Zlatko Klaric